# Onykia ingens
Onykia ingens is een inktvissensoort uit de familie van de Onychoteuthidae. De wetenschappelijke naam van de soort is voor het eerst geldig gepubliceerd in 1881 door E. A. Smith.